# Vila Kosmos
Vila Kosmos és un petit barri de la Zona de la Leopoldina, regió històrica de la Zona Nord del municipi de Rio de Janeiro, al Brasil. La seva població és de classe mitjana i classe mitjana alta. El seu índex de desenvolupament humà (IDH), l'any 2000, era de 0,876, el 37 millor del municipi del Rio.
Es localitza entre els barris de Penha Circular, Engenho da Rainha, Tomás Coelho, Vicente de Carvalho i Vila da Penha.
El barri de Vila Kosmos no ha de ser confós amb Cosmos, un barri de la Zona Oest de Rio.

## Història

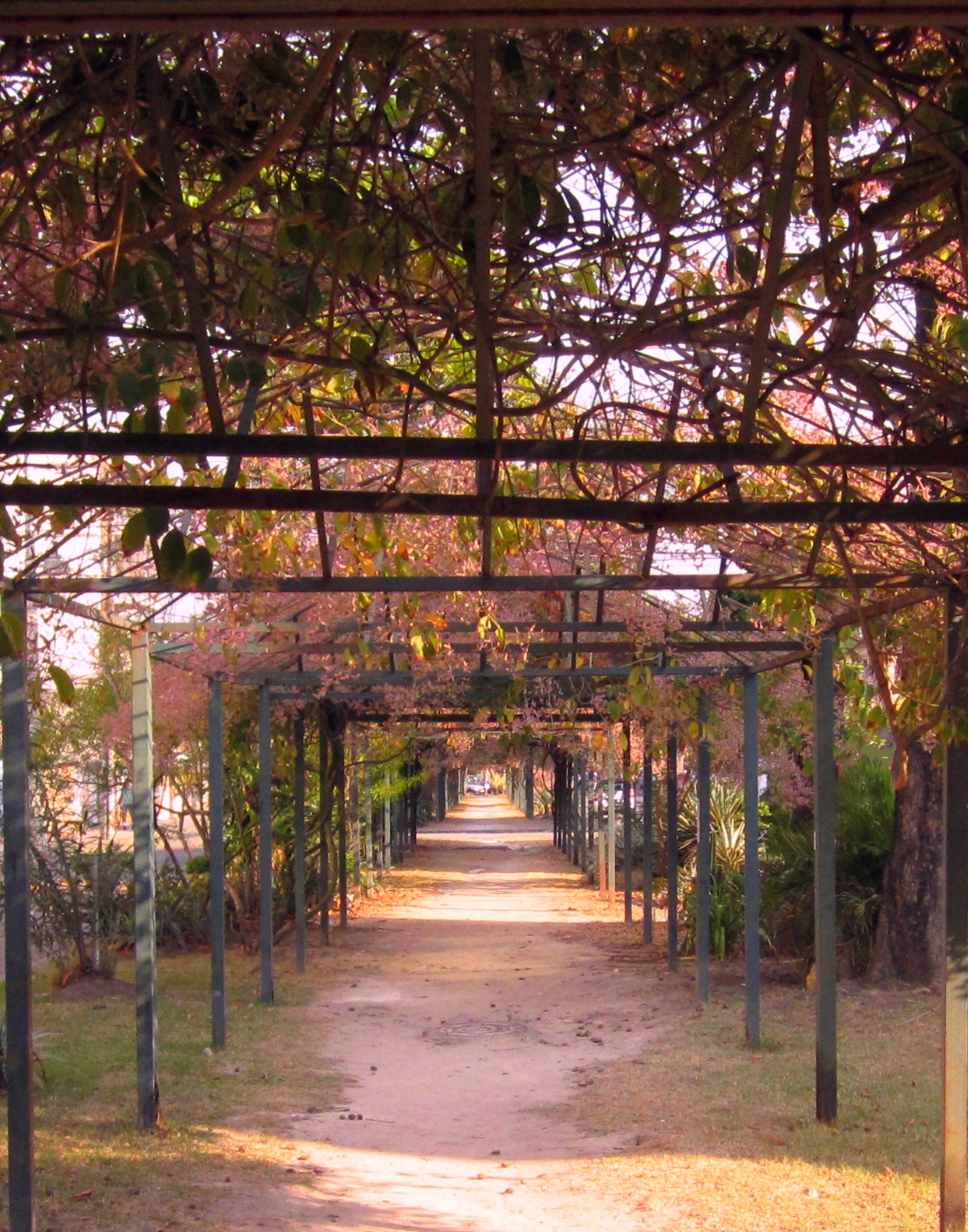
Parterre central del Carrer Aiera.

A l'inici del segle xx, va tenir lloc una enorme valorització de l'espai urbà del Centre de la ciutat, cosa que va encarir els lloguers i va disminuir l'oferta d'habitatges en aquesta zona de la ciutat. D'aquesta forma, poblacions de renda baixa van ser expulsades del Centre i empeses a la perifèria de la ciutat. Van sorgir, llavors, noves línies de tren, estimulant el desplaçament de les poblacions. Al llarg de les línies ferroviàries, principalment entorn de les estacions, es van formar nous nuclis de població, com el de Vicente de Carvalho.
El 1926, l'obertura de l'Avinguda Automòbil Clube (actual avinguda Pastor Martin Luther King Jr.) va portar un nou impuls al procés de urbanització de la zona, estimulant i atraient nous inversors. El terreny on avui es troba l' hipermercat Atacadão era propietat de la Societat Anonima Hielpert, grup alemany que va fer fallida. Les instal·lacions construïdes per aquesta Societat van ser adquirides per fallida per Guilherme Guinle el 1927. Aquest, posteriorment, va revendre la part no construïda a la Cia. Immobiliària Kosmos, el 1928, per a aixecar Vila Florença (avui, Vila Kosmos). Aquest mateix espai ja havia estat ocupat per altres empreses, en el següent ordre: Estàndard Elèctrica, Ultragaz, Unió Mesbla, Carrefour i, per fi, l'Atacadão.
L'oficina de la Immobiliària Kosmos quedava en el carrer Pirineus, on, actualment, hi ha una església evangélica. Allí, va funcionar, també, la primera sala de aula de l'Externato Pio XII. Vila Kosmos és un barri petit: per això, té un aire provincià. Gran part de les famílies va venir a partir de la construcció de les primeres cases a finals de la dècada del 1930. A la principi, es deia 'Vila Florença', però, a causa del nom de la constructora (Kosmos Engenharia), va agafar el nom de forma popular; el 23 de juliol de 1981 va passar a ser oficial, deixant també de ser part territorial del barri de Vicente de Carvalho, i passant a ser un barri autònom.
El 1940, aproximadament, la Cia. Immobiliària Kosmos va cobrir els terrenys pantanosos, pavimentar, obrir carrers i canalitzar l'aigua, en la nova urbanització.
Moltes cases del barri encara preserven un aspecte de vila. Algunes d'elles, encara avui, no tenen garatge, ja que en les dècades de 1950 i 1960, l'automòbil no era accessible a la majoria de la població.

## Dades
El barri de Vila Kosmos forma part de la regió administrativa d'Irajá. Els barris integrants de la regió administrativa són: Vila Kosmos, Colégio, Irajá, Vicente de Carvalho, Vila da Penha i Vista Alegre.